# SS- und Polizeiführer
SS- und Polizeiführer, SSPF, var i Nazityskland en beteckning på nazistiska ämbetsmän, som kommenderade stora enheter inom SS, Gestapo eller den reguljära tyska polisen före och under andra världskriget. 
Vid krigsutbrottet i september 1939 existerade följande tre befallningsnivåer:
- SS- und Polizeiführer (SSPF)
- Höhere SS- und Polizeiführer (HSSPF, HSS-PF, HSSuPF)
- Höchste SS- und Polizeiführer (HöSSPF)

## SS- und Polizeiführer

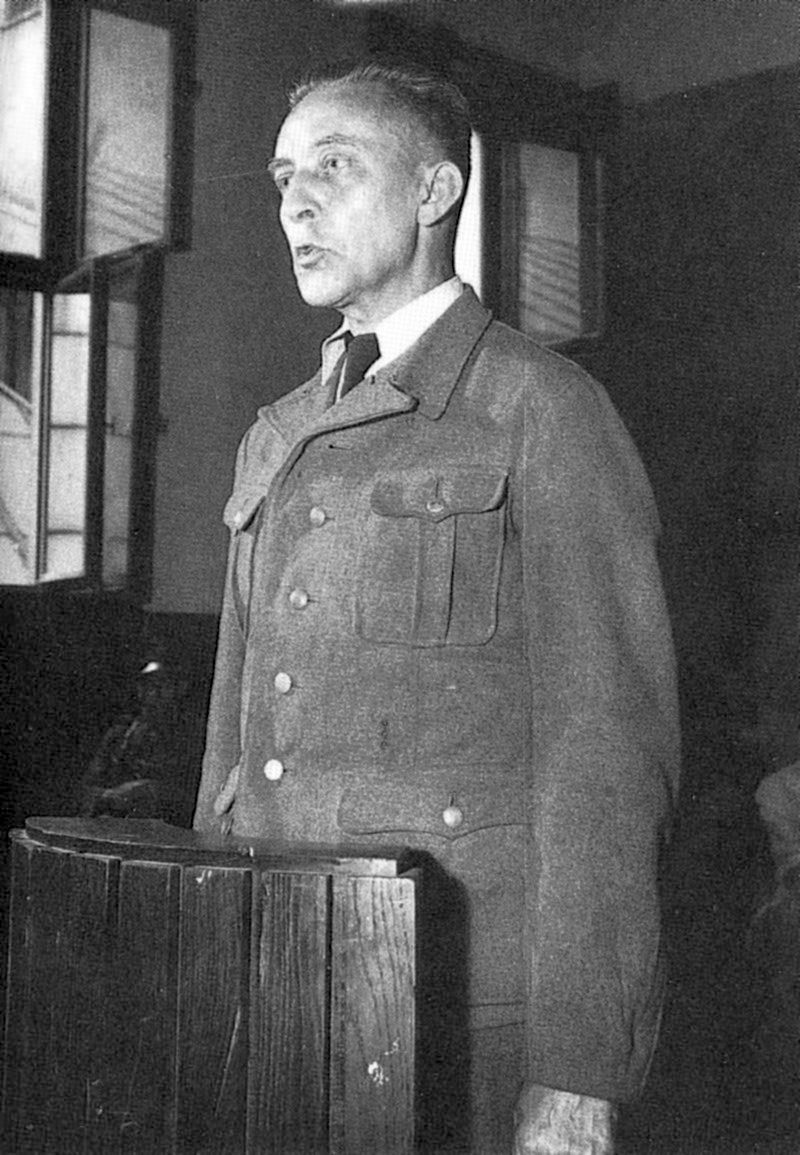
Jürgen Stroop, SSPF Warszawa (1943)

Listan är angiven med de officiella tyska geografiska benämningarna.
- Aserbeidschan
  - Konstantin Kammerhofer (1942–1943)
- Awdejewka 
  - Karl-Heinz Bürger (1942–1943)
- Bergvolker-Ordshonikidseo
  - Wilhelm Günther (1942)
- Bialystok
  - Werner Fromm (1942–1943)
  - Otto Hellwig (1943–1944)
  - Heinz Roch (1944)
- Bozen
  - Karl Brunner (1943–1945)
- Charkow
  - Willy Tensfeld (1941–1943)
  - Bernhard Fischer-Schweder (1942; ställföreträdande)
  - Hans Haltermann (1943)
  - Günther Merk (1943)
- Dnjepropetrowsk-Krivoi-Rog
  - Georg-Henning von Bassewitz-Behr (1941–1942)
  - Hermann Harm (1942)
  - Waldemar Wappenhans (1942–1943)
  - Karl Schäfer (1943)
- Estland
  - Hinrich Möller (1941–1944)
  - Walter Schröder (1944)
- Friaul
  - Ludolf Jakob von Alvensleben (1944–1945)
- Görz 
  - Karl Taus (1944–1945)
- Istrien
  - Johann-Erasmus von Malsen-Ponickau (1944–1945)
- Kattowitz
  - Christoph Diehm (1944–1945)
- Kaukasien-Kuban
  - Konstantin Kammerhofer (1942)
  - Theobald Thier (1942–1943)
- Kertsch-Tamanhalbinsel
  - Theobald Thier (1943)
- Kiew
  - Hans Haltermann (1941–1943)
  - Bernhard Fischer-Schweder (1942; ställföreträdande)
  - Paul Hennicke (1943)
- Krakau
  - Karl Zech (1939–1940)
  - Hans Schwedler (1940–1941)
  - Julian Scherner (1941–1944)
  - Theobald Thier (1944–1945)
- Lemberg
  - Fritz Katzmann (1941–1943)
  - Willi Ost (1943)
  - Theobald Thier (1943–1944)
  - Christoph Diehm (1944)
- Lettland
  - Walter Schröder (1941–1944)
  - Karl Schäfer (1942; ställföreträdande)
  - Wilhelm Fuchs (1942; ställföreträdande)
- Litauen
  - Lucian Wysocki (1941–1943)
  - Karl Schäfer (1942; ställföreträdande)
  - Hermann Harm (1943–1944)
  - Kurt Hintze (1944)
- Lublin
  - Odilo Globocnik (1939–1943)
  - Jakob Sporrenberg (1943–1944)
- Metz
  - Anton Dunckern (1944)
- Minsk (se Weißruthenien)
- Mitteitalien-Verona
  - Karl-Heinz Bürger (1943–1945)
- Mitte-Norwegen
  - Richard Kaaserer (1944–1945)
- Mogilew
  - Georg-Henning von Bassewitz-Behr (1942–1943)
  - Franz Kutschera (1943)
  - Hans Haltermann (1943–1944)
- Montenegro
  - Richard Fiedler (1943–1944)
- Nikolajew
  - Fritz Tittmann (1941–1942)
  - Waldemar Wappenhans (1942–1943)
  - Paul Zimmermann (1943)
  - Ludolf von Alvensleben (1943–1944)
  - Rudolf Weiss (1943–1944; ställföreträdande)
- Nord-Kaukasien
  - Karl-Heinz Bürger (1942)
- Nord-Norwegen
  - Heinz Roch (1944–1945)
- Ober-Elsaß
  - Friedrich Suhr (1944–1945)
- Oberitalien-Mitte
  - Ernst Hildebrandt (1944)
- Oberitalien-West
  - Willy Tensfeld (1944–1945)
- Pripet
  - Ernst Hartmann (1943–1944)
- Quarnero
  - Wilhelm Traub (1944–1945)
- Radom
  - Fritz Katzmann (1939–1941)
  - Carl Oberg (1941–1942)
  - Herbert Böttcher (1942–1945)
- Rowno
  - Gerret Korsemann (1941–1942)
  - Wilhelm Günther (1942–1944)
  - Ernst Hartmann (1944)
- Rostow-Awdejewka (se Stanislav-Rostow)
- Salzburg
  - Erwin Schulz (1945)
- Sandschak 
  - Karl von Krempler (1943–1944)
  - Richard Kaaserer (1944)
- Saratow 
  - Walter Schimana (1941)
- Shitomir
  - Otto Hellwig (1941–1943)
  - Willy Tensfeld (1943; ställföreträdande)
  - Willy Schmelcher (1943)
  - Hans Traupe (1943)
  - Ernst Hartmann (1943–1944)
  - Christoph Diehm (1944)
- Stalino-Donezgebiet
  - Hans Döring (1941–1943)
  - Willy Tensfeld (1943)
  - Rudolf Heuckenkamp (1943; ställföreträdande)
- Stanislav-Rostow
  - Richard Wendler (1941–1942)
  - Gerret Korsemann (1942)
  - Paul Hennicke (1942–1943)
- Süd-Norwegen
  - Jakob Sporrenberg (1944–1945)
- Taurien-Krim-Simferopol
  - Ludolf von Alvensleben (1941–1944)
  - Heinz Roch (1943; ställföreträdande)
  - Richard Hildebrandt (1943–1944; ställföreträdande)
- Triest
  - Wilhelm Michalsen (1944–1945)
- Tschernigow
  - Ludolf von Alvensleben (1941)
  - Willy Schmelcher (1941–1943)
  - Ernst Hartmann (1943)
- Warschau (Warszawa)
  - Paul Moder (1939–1941)
  - Arpad Wigand (1941–1943)
  - Ferdinand von Sammern-Frankenegg (1942–1943; ställföreträdande)
  - Jürgen Stroop (1943)
  - Franz Kutschera (1943–1944)
  - Walter Stein (1944)
  - Paul Otto Geibel (1944–1945)
- Weißruthenien
  - Jakob Sporrenberg (1941)
  - Carl Zenner (1941–1942)
  - Karl Schäfer (1942)
  - Curt von Gottberg (1942–1943)
  - Walter Schimana (1942–1943; ställföreträdande)
  - Erich Ehrlinger (1943–1944)
- Wolhynien-Brest-Litovsk
  - Waldemar Wappenhans (1941–1942)

## Höhere SS- und Polizeiführer

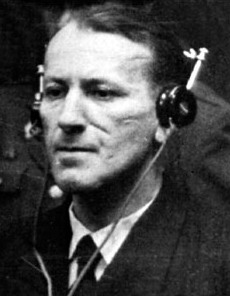
Ernst Kaltenbrunner, HSSPF Donau (1938–1943)

Höhere SS- und Polizeiführer, högre SS- och polisbefälhavare. Tjänsten inrättades 1937 av Heinrich Himmler för att samordna polisens och SS verksamhet inom ett SS-Oberabschnitt (motsvarande ett militärområde) och utgjorde SS motsvarighet till militärbefälhavare. Under HSSPF stod alla inom området verksamma polisiära och SS-enheter: Ordnungspolizei, Gestapo, Koncentrationsläger, SS-Totenkopfverbände, Sicherheitsdienst (SD) och i viss utsträckning även Waffen-SS. Höhere SS- und Polizeiführer var endast underordnade Heinrich Himmler och Adolf Hitler.
Listan är angiven med de officiella tyska geografiska benämningarna.
- Adriatisches Küstenland
  - Odilo Globocnik (1943–1945)
- Albanien
  - Josef Fitzthum (1944–1945)
- Alpenland
  - Alfred Rodenbücher (1939–1941)
  - Gustav Adolf Scheel (1941)
  - Erwin Rösener (1941–1945)
  - Erwin Schulz (1944; ställföreträdande)
  - Walter Griep (1944; ställföreträdande)
- Belgien-Nordfrankreich
  - Richard Jungclaus (1944)
  - Friedrich Jeckeln (1944–1945)
  - Christoph Diehm (1944–1945; ställföreträdande)
- Böhmen und Mähren
  - Karl Hermann Frank (1939–1945)
  - Richard Hildebrandt (1945)
- Danmark
  - Günther Pancke (1943–1945)
- Donau
  - Ernst Kaltenbrunner (1938–1943)
  - Rudolf Querner (1943–1944)
  - Walter Schimana (1944–1945)
- Elbe
  - Theodor Berkelmann (1938–1940)
  - Udo von Woyrsch (1940–1944)
  - Ludolf von Alvensleben (1944–1945)
- Frankreich
  - Carl Oberg (1942–1944)
- Fulda-Werra
  - Josias zu Waldeck und Pyrmont (1938–1945)
- Griechenland
  - Jürgen Stroop (1943)
  - Walter Schimana (1943–1944)
  - Hermann Franz (1944)
- Kroatien
  - Konstantin Kammerhofer (1943–1945)
- Main
  - Karl von Eberstein (1938–1942)
  - Benno Martin (1942–1945)
- Mitte
  - Friedrich Jeckeln (1938–1940)
  - Günther Pancke (1940–1943)
  - Wilhelm Fuchs (1943; ställföreträdande)
  - Hermann Höfle (1943–1944)
  - Rudolf Querner (1944–1945)
- Nord
  - Fritz Weitzel (1940)
  - Wilhelm Rediess (1940–1945)
- Nordost
  - Wilhelm Rediess (1938–1940)
  - Jakob Sporrenberg (1940–1941)
  - Hans-Adolf Prützmann (1941–1945)
  - George Ebrecht (1941–1944; ställföreträdande)
  - Hans Haltermann (1944–1945; ställföreträdande)
  - Otto Hellwig (1945; ställföreträdande)
- Nordsee
  - Hans-Adolf Prützmann (1938–1941)
  - Rudolf Querner (1941–1943)
  - Georg-Henning von Bassewitz-Behr (1943–1945)
- Nordwest
  - Hanns Albin Rauter (1940–1945)
  - Gustav Adolf Scheel (1941)
  - Karl Eberhard Schöngarth (1945; ställföreträdande)
- Ost
  - Theodor Eicke (1939)
  - Friedrich Wilhelm Krüger (1939–1943)
  - Wilhelm Koppe (1943–1945)
- Ostland und Rußland-Nord
  - Hans-Adolf Prützmann (1941)
  - Friedrich Jeckeln (1941–1945)
  - Hermann Behrends (1945; ställföreträdande)
- Ostsee
  - Emil Mazuw (1938–1945)
- Rhein-Westmark
  - Theodor Berkelmann (1943)
  - Jürgen Stroop (1943–1945)
- Rußland-Mitte
  - Erich von dem Bach (1941–1944)
  - Carl von Pückler-Burghaus (1942–1943; ställföreträdande)
  - Gerret Korsemann (1943; ställföreträdande)
  - Curt von Gottberg (1943–1944; ställföreträdande)
- Rußland-Süd
  - Friedrich Jeckeln (1941)
  - Hans-Adolf Prützmann (1941–1944)
- Schwarzes-Meer
  - Ludolf von Alvensleben (1943)
  - Richard Hildebrandt (1943–1944)
  - Artur Phleps (1944)
- Serbien, Sandschack und Montenegro
  - August Meyszner (1942–1944)
  - Hermann Behrends (1944)
- Slowakien
  - Gottlob Berger (1944)
  - Hermann Höfle (1944–1945)
- Spree
  - August Heissmeyer (1939–1945)
  - Max Schneller (1943–1945; ställföreträdande)
- Süd
  - Karl von Eberstein (1938–1945)
  - Anton Vogler (1945; ställföreträdande)
  - Wilhelm Koppe (1945; ställföreträdande)
- Südost
  - Erich von dem Bach-Zelewski (1938–1941)
  - Ernst-Heinrich Schmauser (1941–1945)
  - Walther Bierkamp (1945)
  - Richard Hildebrandt (1945)
- Südwest
  - Kurt Kaul (1939–1943)
  - Otto Hofmann (1943–1945)
- Ungarn
  - Otto Winkelmann (1944–1945)
- Warthe
  - Wilhelm Koppe (1939–1943)
  - Theodor Berkelmann (1943)
  - Heinz Reinefarth (1944)
  - Friedrich Gerhardt (1944; ställföreträdande)
  - Willy Schmelcher (1944–1945)
- Weichsel
  - Richard Hildebrandt (1939–1943)
  - Hellmuth Willich (1942; ställföreträdande)
  - Fritz Katzmann (1943–1945)
- West
  - Fritz Weitzel (1938–1940)
  - Theodor Berkelmann (1940)
  - Friedrich Jeckeln (1940–1941)
  - Karl Gutenberger (1941–1945)

Ytterligare ett område, Kaukasien, skulle ha inrättats för en HSSPF, men det kom aldrig att realiseras.

## Höchste SS- und Polizeiführer

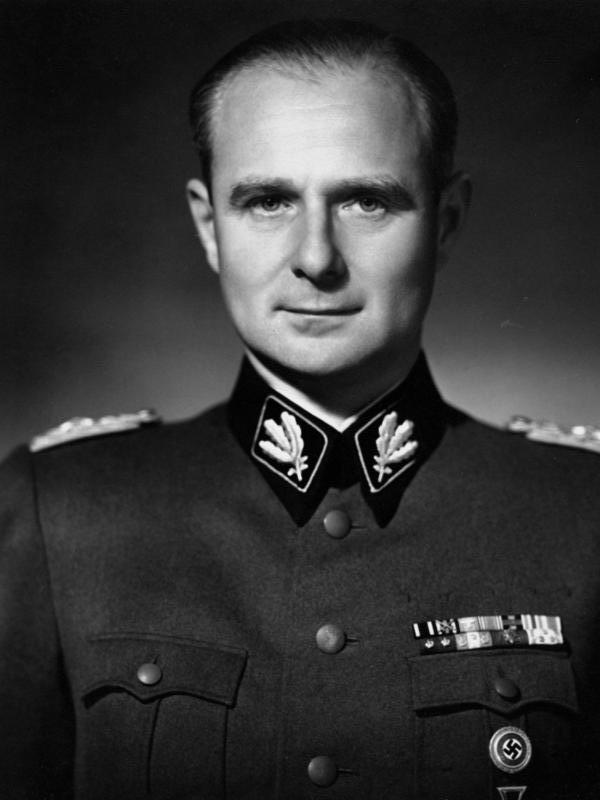
Karl Wolff, HöSSPF Italien (1943–1945)

Höchste SS- und Polizeiführer, högste SS- och polisbefälhavare.
Listan är angiven med de officiella tyska geografiska benämningarna.
- Italien – Karl Wolff (1943–1945)
- Ukraine – Hans-Adolf Prützmann (1943–1944)